# Monotype Imaging
Monotype Imaging Holdings Inc., được thành lập với tên gọi Lanston Monotype Machine Company vào năm 1887 tại Philadelphia bởi Tolbert Lanston, là một công ty của Mỹ (lịch sử là Anh-Mỹ) chuyên về chữ kỹ thuật số và thiết kế kiểu chữ để sử dụng cho các thiết bị điện tử tiêu dùng. Được thành lập tại Delaware và có trụ sở chính tại Woburn, Massachusetts, công ty đã chịu trách nhiệm về phát triển trong lĩnh vực in ấn, công nghệ, ví dụ như máy Monotype, là một máy sắp chữ kim loại nóng hoàn toàn bằng cơ học, tạo ra các văn bản tự động. Monotype đã tham gia vào việc thiết kế và sản xuất nhiều kiểu chữ trong thế kỷ 20. Monotype đã phát triển và thiết kế nhiều kiểu chữ được sử dụng rộng rãi nhất, bao gồm Times New Roman, Gill Sans, Arial, Bembo và Albertus.